# Giovan Giorgio Alione
(G. G. Alione)
Giovan Giorgio Alione (Asti, 1460-1470 circa – Asti, dopo il 1521) è stato un poeta, drammaturgo e scrittore italiano.
È stato uno dei più arguti e giocondi poeti rinascimentali del Piemonte.

## Biografia
La sua data di nascita non è sicura (tra il 1460 ed il 1470) mentre la data di morte è successiva al 1521.
Nasce da un antico e nobile casato astigiano, gli Alioni o Allioni.

Essi non appartenevano alla nobiltà “de hospitio”, cioè alla più antica nobiltà magnatizia, bensì a quella proveniente dagli ordini equestri e, quindi, alla nobiltà “de populo”. 

L'Alione proveniva dal seno di quella parte politica astigiana ardente sostenitrice dei francesi.

Per quanto nobile, ebbe un tenore di vita piuttosto popolare che ritrasse nella sua opera
letteraria. Nel 1508 fu scelto tra i dieci membri del Gran Consiglio di Asti inviati a Milano a giurare fedeltà al Duca Massimiliano Sforza.

Nel 1509, cacciati i francesi da Asti, con l'ingresso del Marchese del Monferrato Guglielmo IX alleato degli svizzeri e degli spagnoli, il poeta fu costretto a fare vita di basso profilo.

Con il rientro delle truppe francesi lo ritroviamo credendario della città di Asti dal 1511 al 1515, e poi nuovamente nel 1517.
Il suo francesismo ottiene ricompensa con il conferimento da parte di Francesco I, il vincitore di Marignano (ora Melegnano), il 12 marzo 1518, del castello di Monterainero nel Borgo Santa Maria Nuova di Asti.

## Opere

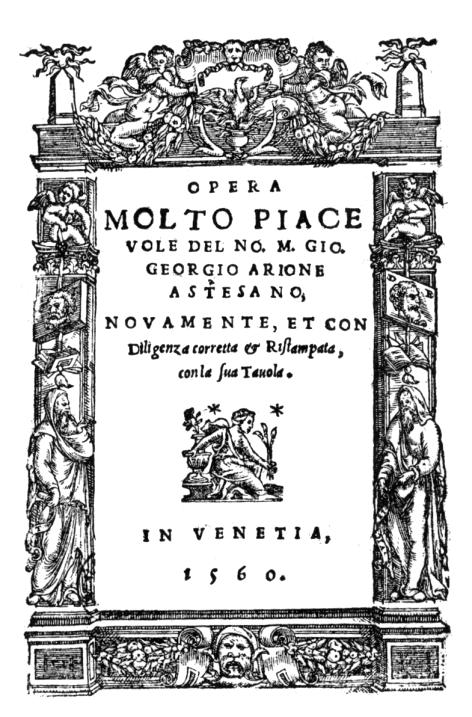
Frontespizio dell'Opera molto piacevole

Scrive in francese, italiano e piemontese e la sua opera segna il passaggio tra Medioevo ed umanesimo. 

Nel 1521 egli fece stampare in Asti da Francesco Silva le poesie da lui chiamate ”Opera iucunda”, parte in lingua maccheronica, parte in francese, parte in dialetto astigiano e in fiammingo.

Ma l'Alione si fa, soprattutto, ricordare per le sue Farse e una commedia in dialetto astigiano, quasi tutte in versi ottosillabi.

Farse e commedia, quindi sono un documento della vita quotidiana di Asti sul principio del XVI secolo, ed anche se vogliamo trascurare il loro valore di solo ampio documento linguistico delle antiche parlate piemontesi, non si può disconoscere la singolarità tutt'altro che trascurabile della loro posizione nella storia del teatro e della cultura italiana.

### Le farse
Le poche notizie che si hanno dell'Alione, derivano principalmente da tre autori:
- Syllabus scriptorum Pedemontii , di D.Andreae Rossotti. Montregali (Mondovì) del 1607;
- Catalogo degli scrittori piemontesi di F.A. Della Chiesa in Torino del 1614;
- Scrittori d'Italia , del conte Giammaria Mazzuchelli.

Questi tre scrittori, probabilmente influenzandosi a vicenda, danno il titolo di Capricci alle Farse.
P.A.Tosi, nella prefazione della Commedia e farse Carnovalesche di Gio. Giorgio Alione, del 1865 edito da G.Daelli, afferma che il titolo di Capricci non figura mai in alcuna delle tre edizioni in suo possesso, né la prima del 1521 (priva dei tagli per la censura), né in quelle mutilate del 1601 e 1628.

Il Tosi ci dice che rispetto alla prima edizione del 1521,nelle altre due in suo possesso, sono stati rimossi, o riformati, tutti i passi nei quali la satira era rivolta al clero o alla corte di Roma.
Nel 1560 si eseguì un'edizione, stampata a Venezia dal titolo Opera molto piacevole del No.M.Gio.Georgio Arione Astesano, novamente et con diligenza corretta e ristampata, con la sua tavola.

Sul frontespizio in alto è raffigurata la fenice, marchio dello stampatore Giolito da Trino. Questa edizione contiene la Maccheronea, le farse e tutte le poesie dell'Alione in dialetto astigiano, senza alcuna censura (come la prima edizione del 1521).

Un esemplare di questa edizione, sempre secondo il Tosi, era nella Biblioteca Reale di Torino; egli afferma che D.Promis, bibliotecario della stessa a quel tempo, fosse dell'avviso che l'opera fosse stata stampata a Trino, ma con la data di Venezia, per timore dell'inquisizione.
Ecco i titoli delle Farse:
- Farsa de Zovan Savatino
- Farsa de Gina e de Reluca
- Farsa de la dona chi se credia avere una roba de veluto
- Farsa de Nicolao Spranga
- Farsa de Peron e Cheirina
- Farsa del Lanternero
- Farsa de Nicora e de Sibrina
- Farsa del bracho e del Milaneiso
- Farsa del Franzoso alogiato a l'ostaria del Lombardo

### La commedia
(Dalla prefazione "Dell'uomo e suoi cinque sentimenti, dell'Opera Jocunda", 2 gennaio 1601)
La Commedia de lomo e dei soi cinque sentimenti è stata sfruttata anche da La Fontaine.

Un altro poeta francese, Jehan d'Abondance, ha trattato lo stesso soggetto in una sua farsa dal titolo La guerre et la debat entre la langue les membres et le ventre.

### Altre opere
Le opere minori sono componimenti in prosa o in versi, interessanti anche i due canti per i disciplinati della Confraternita della piccola Annunziata:
- Conseglo in favore di doe Sorelle spose
- Frotula
- Cantione de li disciplinati de Ast
- Atra cantione de dicti disciplinati
- Benedicite
- Reficiat
- Li ditti de la Simia

## La piccola Annunziata

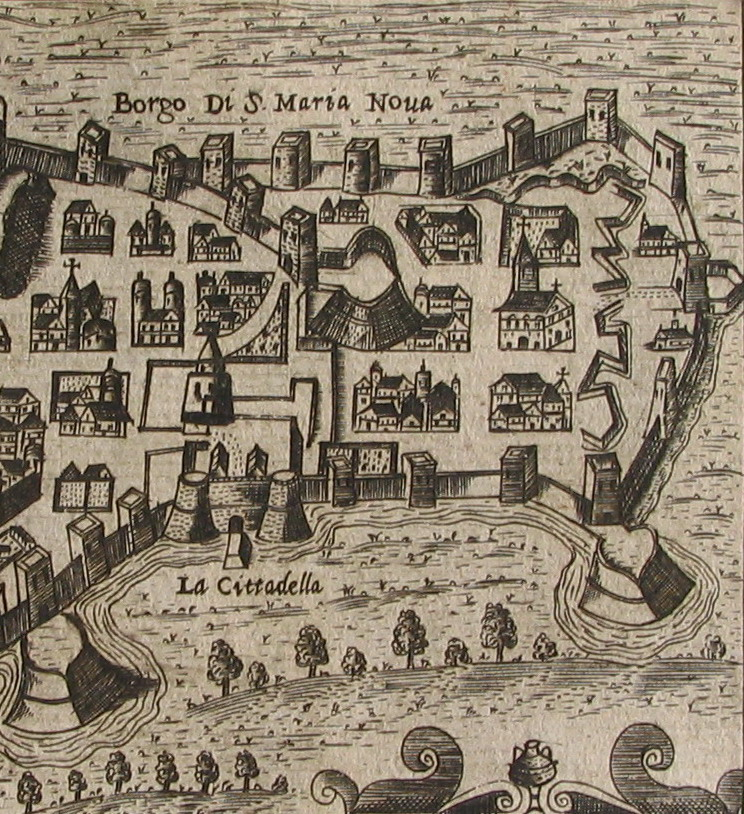
Il Borgo di S.Maria Nuova particolare dalla città di Asti in un'incisione di Francesco Bertelli del 1629

Molti illustri personaggi convenivano nella sua casa a vedervi rappresentare le commedie oppure a sentirvi declamare i versi del poeta.

Egli aveva casa attigua all'antica Chiesa di S.Agostino, ed alla Confraternita della Piccola Annunziata, in Borgo Santa Maria Nuova.

Pare che sotto gli auspici del poeta i "Disciplinati" della Confraternita, costituirono, ad immagine di quelle di Francia, una compagnia "joyouse" che metteva in atto oltre a "comedie e storie di substancia", sacre rappresentazioni e le farse dello stesso Alione.